# Rezerwat przyrody Dębczyna Dewajtis
Rezerwat przyrody Dębczyna Dewajtis – leśny rezerwat przyrody położony na terenie gminy Łaskarzew w garwolińskim (województwo mazowieckie).

## Powołanie
Obszar chroniony utworzony został 17 kwietnia 2025 r. na podstawie Zarządzenia Regionalnego Dyrektora Ochrony Środowiska w Warszawie z dnia 31 marca 2025 r. w sprawie uznania za rezerwat przyrody Dębczyna Dewajtis (Dz. Urz. Woj. Mazowieckiego z 2025 r., poz. 3371). Powstał w ramach inicjatywy „100 rezerwatów na 100-lecie Lasów Państwowych”. Swoją nazwę wziął od tradycyjnej nazwy obszaru (Dębczyna), człon Dewajtis upamiętnia występujące tu pomnikowe dęby i mieszkającą w pobliskim folwarku pisarkę Marię Rodziewiczównę, autorkę powieści „Dewajtis”.

## Położenie
Rezerwat ma 37,25 ha powierzchni, a jego otulina – 121,88 ha. Obszar chroniony znajduje się w obrębie ewidencyjnym Wola Rowska, ok. 400 m na północ od zabudowań wsi Rowy; ponadto otulina znajduje się w obrębie ewidencyjnym Józefów. Pod względem fizycznogeograficznym znajduje się na Wysoczyźnie Żelechowskiej, a pod kątem organizacji lasów – w dużym kompleksie leśnym w granicach leśnictwa Izdebno nadleśnictwa Garwolin.

## Charakterystyka
Celem ochrony rezerwatowej jest „zachowanie obszaru źródliskowego wraz ze zróżnicowanymi wilgotnościowo i troficznie siedliskami leśnymi”. Ze względu na dominujący przedmiot ochrony typ obszaru chronionego określono jako fitocenotyczny, a podtyp – zbiorowisk leśnych, natomiast ze względu na główny typ ekosystemu typ określono jako leśny i borowy, a podtyp – lasów mieszanych nizinnych.
Występuje tu mozaika siedlisk leśnych: wilgotnych (las wilgotny, ols, ols jesionowy), grądów Tilio-Carpinetum, w niewielkim stopniu sosnowo-dębowych borów mieszanych kontynentalnych Querco roboris-Pinetum i olsów porzeczkowych Ribeso nigri-Alnetum. W największym powierzchniowo grądzie subkonynentalnym Tilio-Carpinetum typicum występują: w drzewostanie dąb szypułkowy, lipa drobnolistna, jesion, brzoza, olsza czarna, klon zwyczajny i grab zwyczajny, spośród krzewów leszczyna, trzmielina brodawkowata i jarząb pospolity, natomiast w runie – zawilec gajowy, przylaszczka pospolita, fiołek leśny, kokoryczka wonna, ziarnopłon wiosenny, złoć żółta, miodunka ćma, podagrycznik pospolity, perłówka zwisła, gajowiec żółty, kokoryczka wielokwiatowa, gwiazdnica wielkokwiatowa, przytulia wonna, szczawik zajęczy, konwalijka dwulistna i nerecznica krótkoostna. W płatach kontynentalnego boru mieszanego Querco roboris-Pinetum występują: w drzewostanie sosna zwyczajna, brzoza brodawkowata, dąb szypułkowy i bezszypułkowy, grab, lipa, klon, dąb czerwony, w podszycie kruszyna pospolita, jarząb pospolity, czeremcha amerykańska i jałowiec pospolity, zaś w runie –borówka czernica, borówka brusznica, orlica pospolita, siódmaczek leśny, konwalijka dwulistna i kosmatka owłosiona, ponadto w warstwie mszystej rokitnik pospolity, gajnik lśniący, bielistka siwa. Ols porzeczkowy, występujący w zagłębieniach terenu, tworzy olsza czarna z niewielką domieszką brzozy brodawkowatej, topoli osiki i dębu szypułkowego, w podszycie kruszyna pospolita, jarząb pospolity i czeremcha zwyczajna, zaś w runie – turzyca długokłosa, karbieniec pospolity, kosaciec żółty, turzyca błotna, knieć błotna, nerecznica krótkoostna, turzyca pospolita, pokrzywa zwyczajna oraz wietlica samicza, ponadto w warstwie mszystej torfowiec błotny i płożymerzyk pokrewny.
Występują tu ponadto liczne wysięki i źródliska występujące w skarpach doliny cieku wodnego. Do grona gatunków chronionych flory zalicza się następujące: widłak jałowcowaty, bagno zwyczajne, torfowiec błotny oraz kukułka Fuchsa. Zidentyfikowano tu ptaki: wilga, dzięcioł czarny, myszołów zwyczajny oraz bielik, występują tu także ssaki: sarna, lis, dzik, borsuk, łoś, kuna leśna i bóbr europejski.
Według stanu na sierpień 2025 rezerwat nie ma wyznaczonego planu ochrony ani zadań ochronnych. Za główne zagrożenia uznano potencjalną działalność człowieka w zagospodarowaniu przestrzennym okolicy (w tym zaśmiecanie terenu, płoszenie zwierząt, obniżenie poziomu wód gruntowych), przed czym ma chronić otulina.